# 22250 Konstfrolov
22250 Konstfrolov este un asteroid din centura principală, descoperit pe 7 septembrie 1978, de Tamara Smirnova.